# Beraba moema
Beraba moema é uma espécie de cerambicídeo, endêmica do Equador.

## Taxonomia
Em 1997, a espécie foi descrita por Martins, com base num holótipo fêmea encontrado em Machala, na província equatoriana de El Oro.

## Biologia
Apresenta um tamanho que varia de 9–12,5 mm de comprimento. Apresentam atividade durante o período de fevereiro a março.

## Distribuição
Endêmica do Equador, com ocorrência nas províncias de El Oro, Guayas e Manabí.